# Tibouchina trichopoda
Tibouchina trichopoda là một loài thực vật có hoa trong họ Mua. Loài này được Baill. miêu tả khoa học đầu tiên.

## Hình ảnh

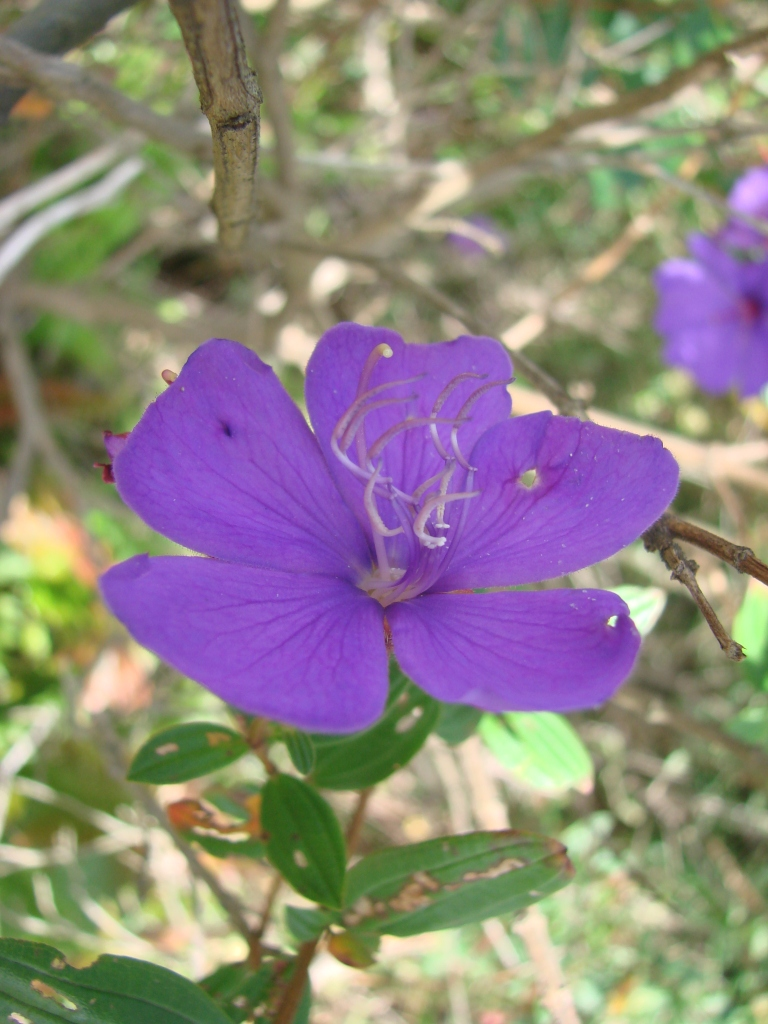
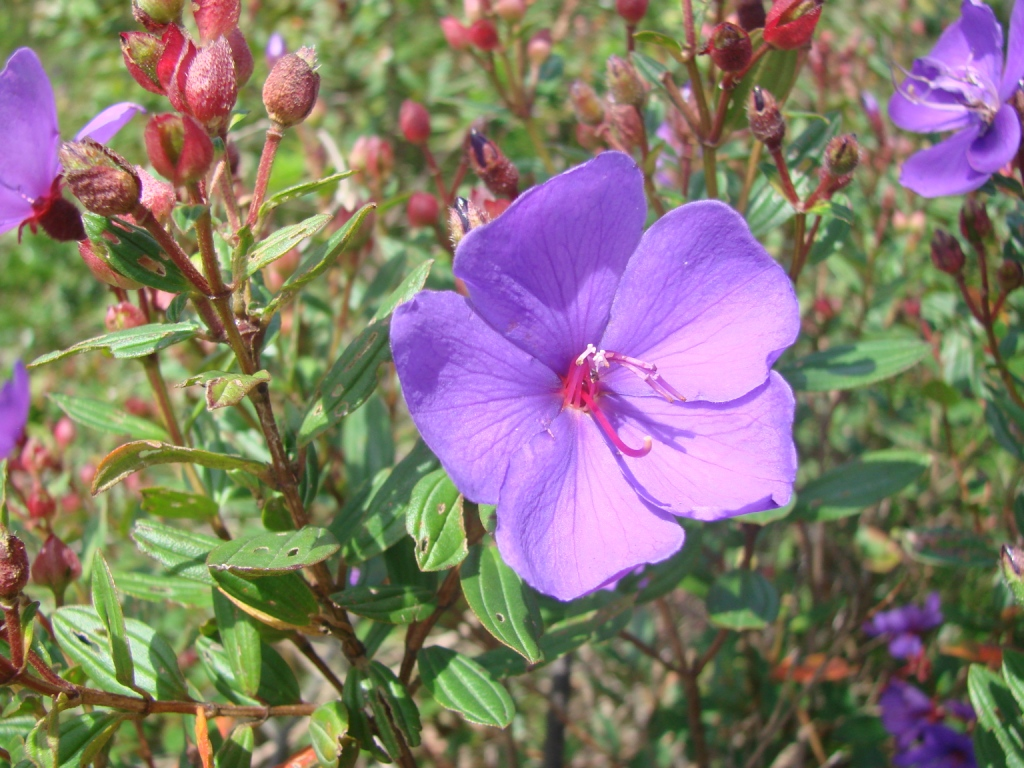
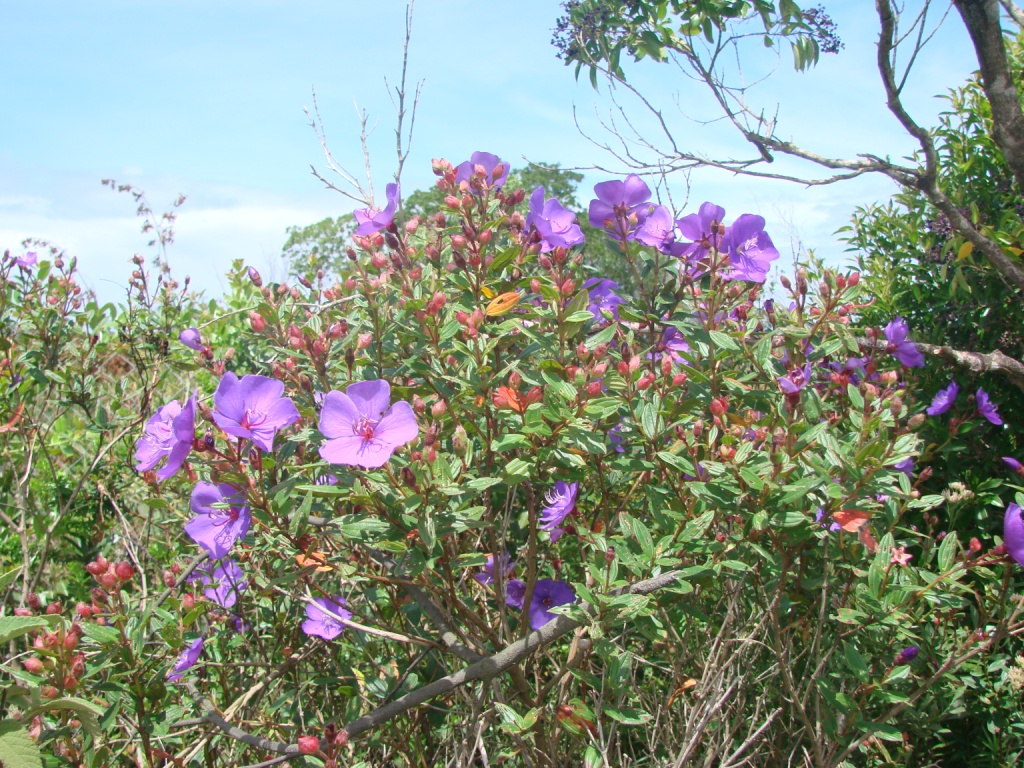